# 同位角

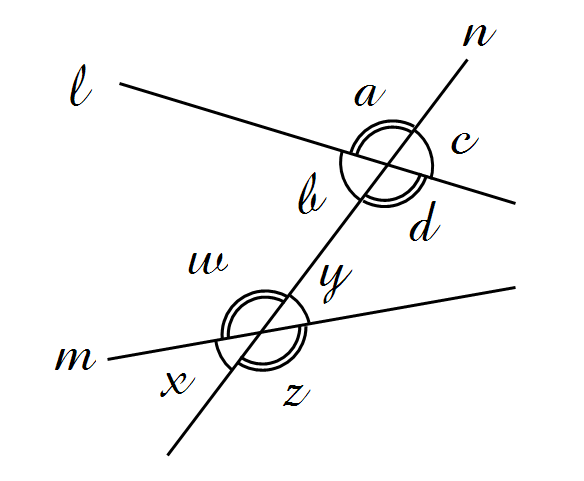
同位角

同位角（どういかく、英：Corresponding angles）とは、右の図のように平面上にある2直線(l , m)にほかの1本の直線(n)が交わってできる8つの角のうち、異なる頂点から同じ方位に向けて開く2角の組をいう。図では、∠ a と∠ w 、∠ b と∠ x、 ∠ c と∠ y、∠ d と∠ z が同位角である。
2直線 l , m が平行であるとき、同位角は等しい（平行線の性質）。逆に、同位角が等しければ、2直線l , m は平行である（平行線の成立条件）。